# Splendeuptychia salvini
Splendeuptychia salvini är en fjärilsart som beskrevs av Butler 1866. Splendeuptychia salvini ingår i släktet Splendeuptychia och familjen praktfjärilar. Inga underarter finns listade i Catalogue of Life.